# アンハングエラ
アンハングエラ (Anhanguera ) は、前期白亜紀に生息していた翼指竜亜目の翼竜。ブラジル北西部のアラリペ台地にあるサンタナ累層から発見された。イギリスから産出した化石が本属に属するという意見があり、その場合分布はブラジルにとどまらず、当時形成途中だった大西洋の反対側にまで及んでいたことになる。

## 概要
翼開長はおよそ4-5mほどで、魚食性とされている。伸張した吻部のため頭部が非常に長くなり、比較的縮退した胴部の倍の長さになっている。吻部には骨質の稜が鶏冠状に発達しており、魚を捕らえるために水面に吻部を突き入れた際に、水切りとなって抵抗を減ずる役割があったと考えられている。同様の水切りは、トロペオグナトゥスやクリオリンクスでも発達しているが、クリオリンクス等の稜が吻部先端に位置しているのに対し、アンハングエラの稜は吻端からすこし後方に存在する。翼竜は前肢が翼になっているため元々前肢と後肢の比率が大きいが、アンハングエラではさらにその差が大きく、相対的に後肢が小さい。

## 分類
本稿で採用した独自のアンハングエラ科に含める考え(Kellner 2003, Wellnhofer 1991) 以外に、オルニトケイルス科のアンハングエラ亜科とする考え (Unwin, 2003) がある。
主な種を以下に挙げる。
- Anhanguera blittersdorffi　Campos & Kellner, 1985

本属の模式種。ほぼ完全に保存された頭骨からなる本種の模式標本は、命名時には個人蔵だったが、現在はリオデジャネイロの国立博物館(Museu Nacional)に収蔵されている。種小名のblittersdorffi は、標本を所有していた個人の名に因む。
- Anhanguera santanae　(Wellnhofer, 1985)

発見当初はAraripesaurus santanae として発表されたが、頭骨に稜の基部が存在することが指摘され、1990年にアンハングエラ属に移された。頭骨の後半部からなる模式標本はミュンヘンのバイエルン国立古生物学地質学博物館(Bayerische Staatssammlung für Paläontologie und Geologie)に保管されている。さらに保存の良い標本がニューヨークのアメリカ自然史博物館に収蔵されている。
- Anhanguera piscator　Kellner & Tomida, 2000

ほぼ全身の骨格からなる模式標本は東京の国立科学博物館に収蔵されている。本種をColoborhynchus 属に含める意見もある。種小名のpiscator は、ラテン語の「漁師」からきている。標本は若年個体であるにもかかわらず翼開長がおよそ5mと見積もられ、アンハングエラ科では最大の種である。
これ以外に、A. araripensis、A. robustus、A. cuvieri、A. fittoni などの種が提唱されている。一部は他の属からアンハングエラ属に移動すべきだとされたものであり、また逆にアンハングエラ属から他の属に移すことが適当だと主張されている種もある。翼竜化石は特に断片的なことが多いので、有効なタクソンについて議論が絶えない。

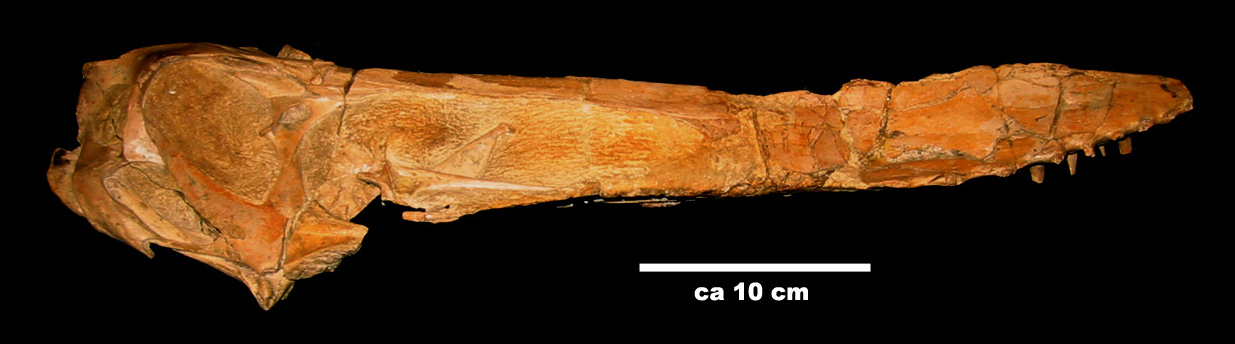
アメリカ自然史博物館のA. santanae 標本(AMNH 22555)の頭骨
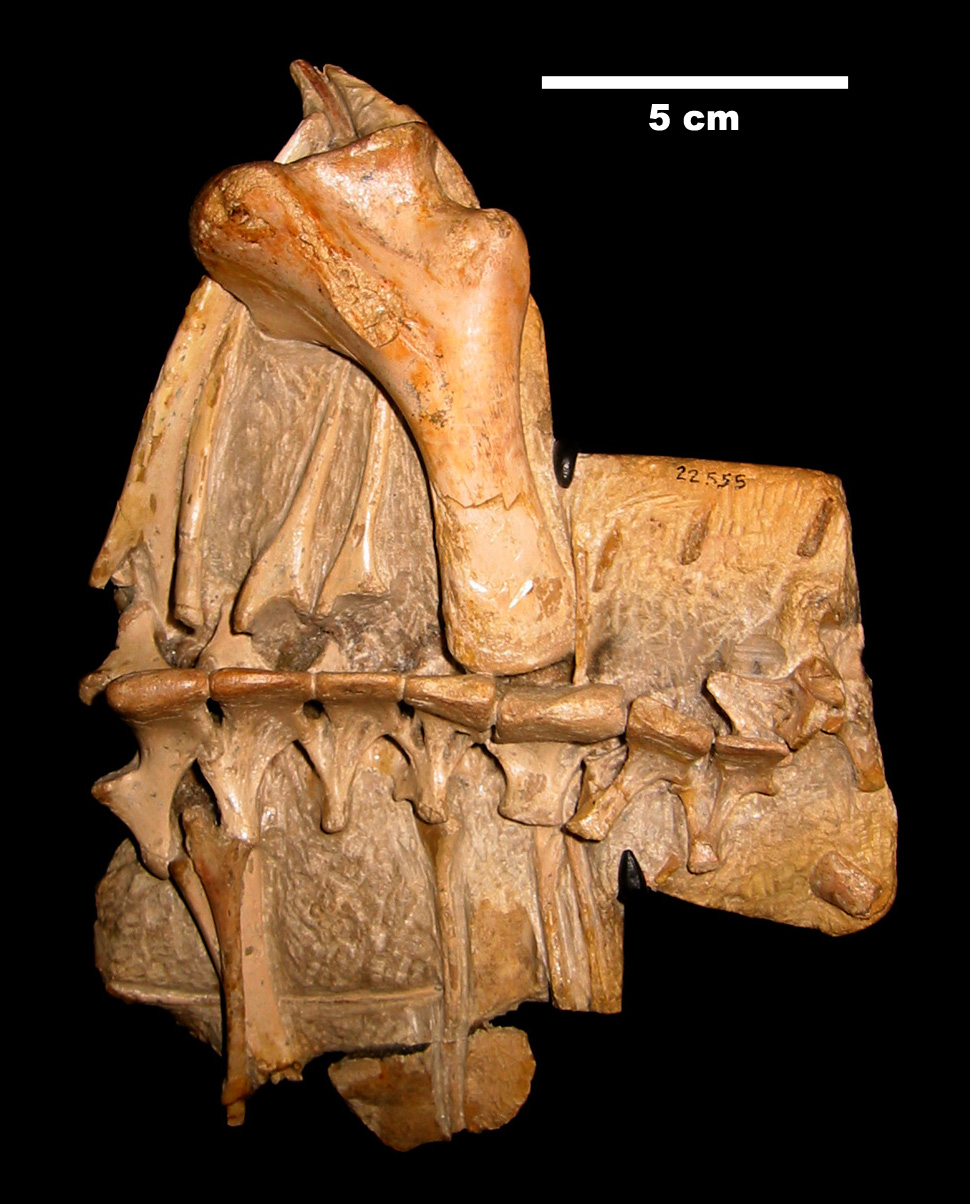
同標本の肩帯。左が前方。写真上部に見えるのは右肩甲骨
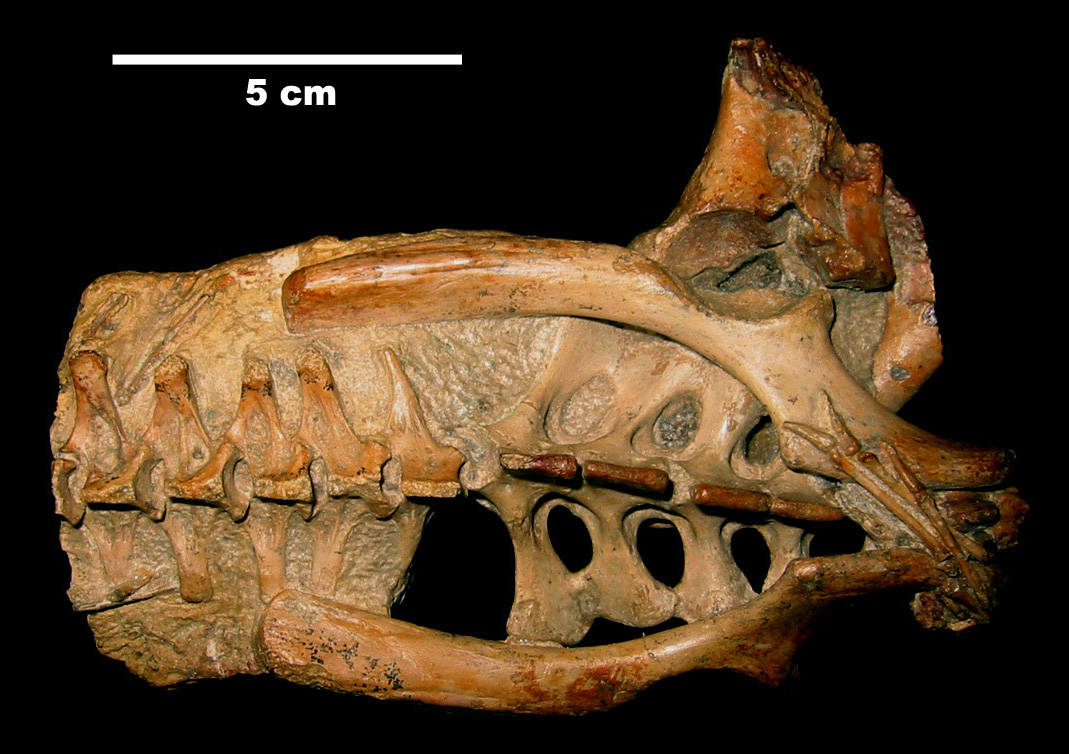
同標本の腰帯。左が前方。鳥類に比して浅い寛骨臼が見える

## 生態
この翼竜が産出したサンタナ累層は、本来なら地層の堆積方向に押しつぶされてしまいがちな翼竜化石が立体的な形状を維持したまま見つかることで有名であり、アンハングエラも身体のほとんどの部分が3次元的に保存されていた。そのため、これまで多くの議論が重ねられてきた翼竜の地上姿勢について、アンハングエラを用いた考察が行われている。

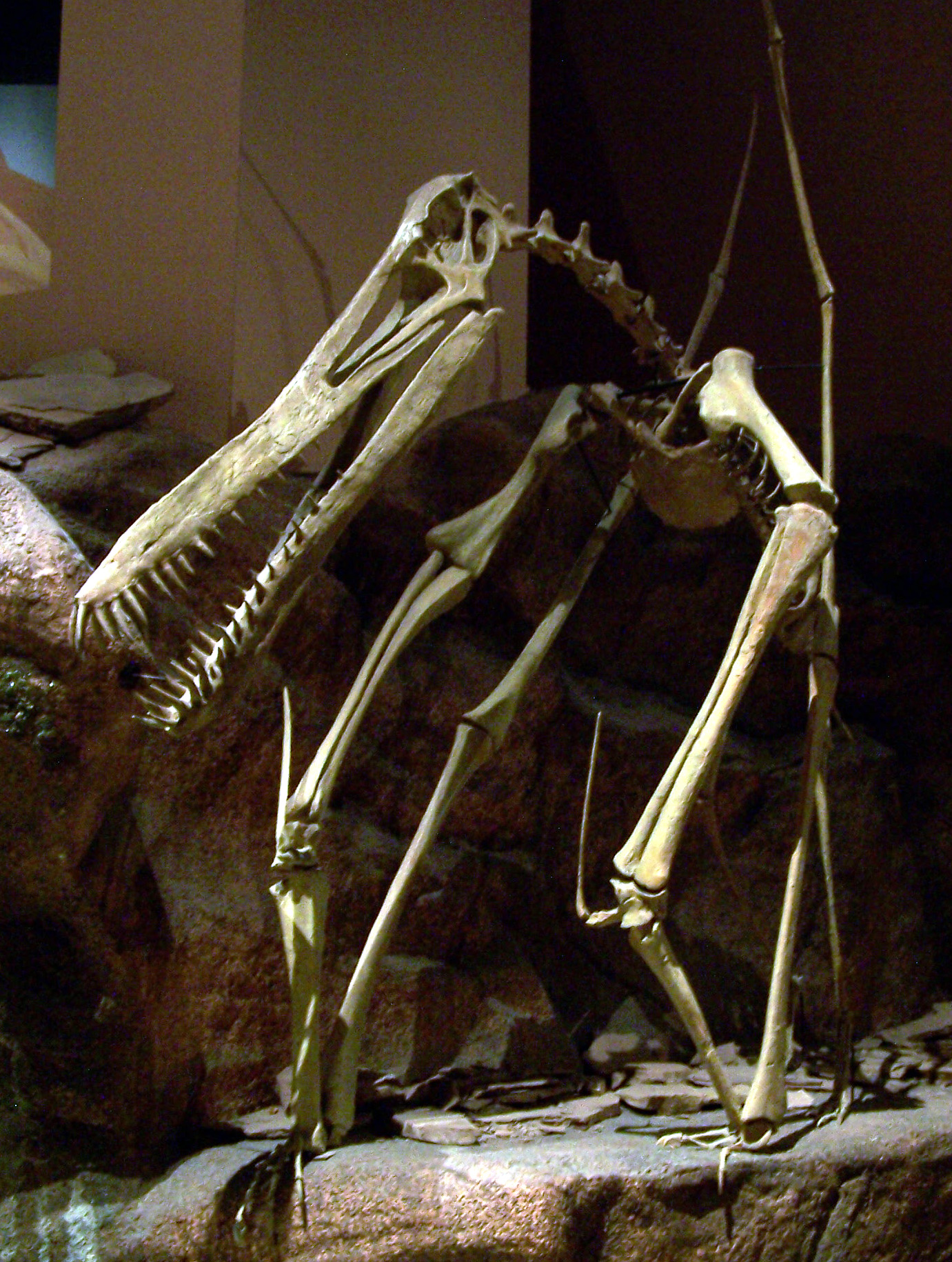
四足歩行での復元

クリストファー・ベネット (S. Christopher Bennett) によると、アンハングエラは翼を小脇に折り畳んでいわばペンギンのように身体を起こして二足歩行が可能だったとしている。しかし翼竜の翼は鳥類のようにぴったりと折り畳める構造にはなっていないこと、この翼竜の大腿骨の骨頭は鳥類のように本体と90度の角度を成しておらず身体の真下に脚を持ってくる様になっていないこと、鳥類は全体重を支えるために大腿骨骨頭が骨盤の寛骨臼に深くはまりこむが翼竜の寛骨臼は浅いこと、等からこの説の支持者はほとんどいない。むしろ各関節の角度からも、現在では折り畳んだ翼の関節部を地面に付けて上体を斜めに起こした四足歩行の姿がアンハングエラの一般的な復元になっている。
採食は、海面近くを飛行しながら行われたと考えられている。海面から餌となる魚を見つけると、吻部を水中に突入させると同時に後方に大きく振ることによって飛行しながらも餌との相対速度の差を少なくして魚を捕らえる方法や、吻端を水中に差し込みながら飛行して魚を挟み捕る方法が考えられている。吻部上下に発達した稜は、吻部を水中に入れた場合に水の抵抗を少なくするためにあったと考えられている。
他の多くの翼竜と同じく、繁殖の方法などについては明らかになっていない。

## 名称の由来
学名のAnhanguera は原住民のトゥピ族の神話に置いて悪魔・悪霊とされる精霊の名アニャンガ (Anhanga)に、「古き者」を意味する"nera"を付けた言葉で、「年老いた悪魔」という意味だとされる。
ただしその言葉はこの生物のために新しく考え出された名前というわけではなく、ブラジルにおいては、Anhangüera（ポルトガル語では「アニャングェラ」のように発音される）と名付けられた地名などは比較的よく見られる。
元来アニャングェラとは、ブラジル内陸部の開拓者の一人バルトロメウ・ブエノ・ダ・シウバ (Bartolomeu Bueno da Silva 1672-1740) のあだ名であり、同名の地名は彼にちなんで命名されたものである。開拓者とは言っても彼が奥地に分け入った理由は金と奴隷の獲得のためであり、原住民にとっては侵略者・強奪者であった。そのため彼は原住民から悪魔という意味を込めたアニャングェラという名で呼ばれていた。
しかしながら、記載論文の名称説明ではトゥピ語の語源説明が挙げられており、それを素直に受け止める限り、Anhanguera という名称はブエノ・ダ・シウバや彼にちなんで付けられた地名に由来するのではなく、直接的にトゥピ語に由来されるべきものである。